# Sówka (województwo zachodniopomorskie)
Sówka – osada w województwie zachodniopomorskim, w powiecie choszczeńskim, w gminie Drawno. 
Położona nad rzeką Korytnicą.
Nazwę miejscowości Sówka ustalono urzędowo w 2012 r.